# Gaultheria semi-infera
Gaultheria semi-infera là một loài thực vật có hoa trong họ Thạch nam. Loài này được (C.B.Clarke) Airy Shaw mô tả khoa học đầu tiên năm 1941.